# Ernst Loewy
 Ernst Paul Loewy  (* 25. April 1920 in Krefeld; † 17. September 2002 in Frankfurt am Main) war ein deutscher Bibliothekar, Exilforscher und Publizist.

## Leben
Ernst Loewy besuchte das Realgymnasium. Weil ihm in der Zeit des Nationalsozialismus antijüdischer Hass entgegenschlug, verließ er die Schule 1935 ohne Abschluss. Seine Eltern schickten ihn in die Niederlausitz, wo er im Hachschara-Zentrum der Kinder- und Jugend-Alijah in Schniebinchen, heutiger Name Świbinki, einem Ortsteil von Teuplitz, auf die Auswanderung nach Palästina vorbereitet wurde.
1936 erreichte er Haifa. Er lebte in Kiryat Anavim, ein Kibbuz bei Jerusalem, und war in der Landwirtschaft tätig. Doch das Leben in der landwirtschaftlichen Kollektivsiedlung sagte ihm nicht zu; Loewy absolvierte eine Ausbildung als Buchhändler in Tel Aviv und ergriff den Beruf des Bibliothekars. Zwischen 1935 und 1938 schrieb er Briefe an seine Eltern, die 1997 unter dem Titel Jugend in Palästina. Briefe an die Eltern 1935–1938 veröffentlicht wurden. Diese Briefe gaben der Ausstellung „Gestern sind wir hier gut angekommen“ den Titel, die 2007 im Kreismuseum Finsterwalde gezeigt wurde.
Loewy gehörte in Tel Aviv zu einem Kreis deutschsprachiger Emigranten mit Arnold Czempin, Luis Fürnberg, Joachim Chaim Schwarz, Wolfgang Yourgrau und Arnold Zweig.
1939 lernte er in Tel Aviv Regina Schaller kennen, die er 1944 heiratete. 1946 wurde ihr Sohn Ronny, 1951 der zweite Sohn Peter geboren. Bereits 1946 suchte er wieder Kontakt nach Deutschland, indem er einen Brief an einen Lehrer seiner alten Schule in Krefeld in der damaligen Britischen Besatzungszone schrieb. 1956 erwog er mit seiner Familie eine Übersiedlung in die DDR, ging aber schließlich doch in die Bundesrepublik. In Frankfurt am Main leitete er die Judaica-Abteilung der Universitätsbibliothek der Johann-Wolfgang-Goethe-Universität. Dort wurde 1961 der dritte Sohn Hanno geboren.
Sein 1966 veröffentlichtes Werk Literatur unterm Hakenkreuz. Das Dritte Reich und seine Dichtung erschien in mehreren Auflagen.
1984 gehörte er zu den Gründungsmitgliedern der „Gesellschaft für Exilforschung“, deren Vorsitz er übernahm. Loewy gab den Nachrichtenbrief (jetzt Neuer Nachrichtenbrief) der Gesellschaft heraus. Der Nachrichtenbrief erschien im K. G. Saur Verlag als Nachdruck. Die Gesellschaft ernannte ihn später zu ihrem Ehrenvorsitzenden.
1989 verlieh ihm der Fachbereich Sprach- und Literaturwissenschaften der Universität Osnabrück die Ehrendoktorwürde.
Sein Sohn Ronny Loewy war ein Filmhistoriker und arbeitete beim Deutschen Filmmuseum (später Filminstitut), Peter Loewy (* 1951) ist Lehrer und Fotograf, Hanno Loewy ist ein Literatur- und Medienwissenschaftler.

## Werke
- Thomas Mann und das deutsche Bürgertum. Wien 1947.
- Zwischen den Stühlen. Essays und Autobiographisches aus 50 Jahren. Europäische Verlagsanstalt, Hamburg 1995, ISBN 3-434-50055-3.
- Jugend in Palästina. Briefe an die Eltern 1935–1938. Brita Eckert (Hrsg.) Metropol, Berlin 1997, ISBN 3-926893-40-0.

Herausgeberschaften
- Literatur unterm Hakenkreuz. Das Dritte Reich und seine Dichtung. Europäische Verlagsanstalt, Frankfurt am Main 1966.
- Exil. Literarische und politische Texte aus dem deutschen Exil 1933–1945. Mitarbeit Brigitte Grimm. Metzler, Stuttgart 1979, ISBN 3-476-00408-2.